# Быков, Юрий Анатольевич
Ю́рий Анато́льевич Бы́ков (род. 15 августа 1981, Новомичуринск, Рязанская область, РСФСР, СССР) — российский актёр, кинорежиссёр, сценарист, кинопродюсер, кинокомпозитор, музыкант, аранжировщик, писатель и поэт.

## Биография
Юрий Анатольевич Быков родился 15 августа 1981 года в городе Новомичуринске Рязанской области. Вначале жил вместе с родителями в вагончике. Отец Быкова был по профессии шофёром, мать работала на Новомичуринском заводе крупнопанельного домостроения. Приблизительно в 1987 году отец уехал в Тюмень, и больше Юрий его не видел. Примерно до 12 лет Быков жил с одной матерью. Позже мать повторно вышла замуж, отчим работал крановщиком-оператором на электростанции.
В ответ на вопрос о чернухе в собственных фильмах отмечал: «А что может снимать человек, которого в детстве будила мать, для того чтобы ночью идти воровать с колхозного поля капусту, потому что есть было нечего?», также указывая, что после прихода на поле он встречал там ещё 500 голодных человек, которым также нужно было не попадаться милиции. В интервью 2013 года Быков говорил, что проблема отсутствия благополучия и социального напряжения в России по-прежнему актуальна, и приводил данные, что на тот момент его матери платили 1700 рублей в месяц за работу в маленьком роддоме Новомичуринска, а Рязанскую ГРЭС, на которой работает его отчим, собираются закрывать.
Быков указывал, что в период юношества он «видел, например, как людей машиной переезжают в наказание» и знал, что многие в Новомичуринске от нехватки денег вступали в разные преступные группировки. Некоторое время до конца школы сам выполнял мелкие поручения одной группировки: «Где-то что-то там свистнуть, машину перевернуть. А были большие серьёзные ребята, которые рулили делами. Я до этого уровня не дорос. Очень быстро отвалился». Отмечал, что ушёл, потому что после двух приводов в подвал с засовыванием его головы в мешок с сахаром понял, что он боится такой работы.
Увлекался литературой, писал рассказы и стихи в местную газету, ходил в музыкальную школу, играл в музыкальных группах, работал аранжировщиком в местной студии. Неплохо учился в школе, но с девятого класса «скатился почти до двоек» из-за потери интереса к учёбе и уделения основного внимания творчеству.
После того, как окончил школу, Юрий Быков две недели работал грузчиком, затем следующие два-три года оператором дискотеки и машинистом сцены в клубе культуры, параллельно посещал театральный кружок.
Затем пробовал поступать на актёра в различные учебные заведения, но не прошёл по конкурсу. Позднее Новомичуринск посетил Борис Георгиевич Невзоров и посмотрел местные спектакли, благодаря которым Быков смог понравиться народному артисту и режиссёру и записаться на его дочерний курс при ГИТИСе. Через полгода перешёл из ГИТИСа во ВГИК, где появилось свободное место, и проучился во ВГИКе четыре года.
В 2005 окончил актёрский факультет ВГИК (мастерская В. Грамматикова).
Играл в театрах: МХАТ, «Et Cetera», Театре Луны, Театре Российской Армии. В последнем играл главную роль в спектакле «Женитьба Белугина», но ушёл во время репетиции из-за низкой зарплаты (3000 рублей) и потери интереса. Играл небольшие роли в кино и телесериалах. В течение шести лет был клоуном-аниматором в армянском детском клубе «Яуза», где играл роль Джека Воробья.
С 2005 по 2009 год снимал рекламные ролики и пробовал снимать короткометражные фильмы. По собственному признанию, картины получились очень плохими, так как «много слушал каждого на площадке, вместо того чтобы самому принимать решения». В 2006 году снял шестиминутный фильм «Счастье», в 2007 году пятиминутный фильм «Строка» и в 2008 году четырнадцатиминутный фильм «Вечер».
В 2009 году снял короткометражный фильм «Начальник», в котором выступил как сценарист, режиссёр, композитор, продюсер и актёр. Фильм был награждён главным призом в конкурсе «Кинотавр. Короткий метр» на кинофестивале «Кинотавр». Фильм был снят на накопленные режиссёром 150 тысяч рублей, которые Быков отказался вкладывать в своё обучение на режиссёрском факультете ВГИКа у В. Ю. Абдрашитова, куда его дважды зачисляли.
В 2010 году снял первую полнометражную картину «Жить». Психологически-остросюжетная драма была отмечена призами на международном фестивале «Сталкер» и местных фестивалях в Смоленске и Благовещенске.
Был режиссёром сериала «Станица», но ушёл прямо со съёмочной площадки, так как не хотел «снимать халтуру». Идейные разногласия Быкова с продюсерами сериала, посвящённого событиям перед массовым убийством в станице Кущёвской, состояли в том, что Быков стремился выяснить причины большого страха людей перед «Цапками», продюсеры же стремились выпустить сентиментальную мелодраму. Также Быков отмечал, что в дальнейшем «Цапков» показали в сериале «очень лицеприятно». Окончательным поводом к уходу стал момент, когда Быков обратился к одному из актёров со словами «Знаешь, что? Вот здесь написано вот так, а давай подумаем, может, персонаж в этот момент…», на что актёр ответил: «Слушай, уйди от меня. Мне сейчас всю эту лабуду нужно ещё в камеру сказать, а я это даже не читал». Заплатил за свой уход компании «Кинотелефильм» 2 152 500 рублей, согласно судебному решению.
В 2013 году состоялась премьера фильма «Майор» в рамках «Недели критики» Каннского кинофестиваля. Криминальная драма была отмечена наградами на ряде фестивалей, в том числе призами «За лучший фильм», «За лучшую режиссуру» и «За выдающийся художественный вклад» на шестнадцатом Шанхайском международном кинофестивале. В 2016—2017 гг. американская компания Netflix получила права на показ и пересняла фильм в формате мини-сериала «Семь секунд», включающего 10 эпизодов. В адаптированном сюжете белый полицейский пытался скрыть свои выстрелы по чернокожему мальчику. Премьера мини-сериала состоялась 23 февраля 2018 года.
В 2014 году вышел в свет социально-драматический фильм «Дурак». Картина получила ряд престижных наград, включая приз имени Г. Горина за лучший сценарий и диплом Гильдии киноведов и кинокритиков («За бескомпромиссность художественного высказывания») на фестивале «Кинотавр-2014». По состоянию на начало 2017 года фильм являлся одним из двух российских фильмов, имеющих рейтинг на «КиноПоиске» более восьми баллов. Также фильм особо отметил один из трёх главных кинокритиков «The New York Times» Стефен Холден, поставив его на четвёртое место в списке пяти лучших фильмов 2015 года по версии газеты. В 2018 году пользователи «КиноПоиска» присвоили «Дураку» звание лучшего российского фильма за последние 15 лет, а самому Быкову звание лучшего российского режиссёра за это же время.
В 2014 году стал режиссёром первого сезона телесериала «Метод», вышедшего на экран в следующем году. Был приглашён на съёмки благодаря Константину Хабенскому, которому понравился фильм «Майор». Быков отмечает, что снимал сериал «по принципам комикса» в его лёгкой форме и следовал указаниям шоураннера Александра Цекало о «русском HBO», для чего Быков изучил эффектный брутально-реалистичный стиль с глубокой проработкой персонажей американского HBO. Сериал получил премию ТЭФИ в категории «Телевизионный фильм/сериал» и несколько других наград. Быков отказался участвовать в съёмках второго сезона сериала из-за отсутствия новизны в этом опыте, а также из-за ориентации на авторское кино вместо коммерческого режиссирования и зарабатывания денег.
Снял две трети фильма «Время первых», посвященного Алексею Леонову и его выходу в открытый космос, но из-за творческих разногласий был отстранён от проекта. Согласно словам продюсера фильма Тимура Бекмамбетова, в фильме остались сцены, снятые Юрием Быковым. Быков в интервью отмечал, что он не смотрел фильм и не испытывает желания его смотреть из-за полного изменения истории, бывшей первоначально более радикальной, из-за упрощения сложной в первую очередь «с человеческой точки зрения» направленности фильма в сторону абсолютной патриотичности с правильными героями, а также из-за ориентации на аудиторию «мягко говоря, уровня „Ашана“», как у других прокатных фильмов. Быков указывал, что, насколько ему известно, фильм был полностью переснят за исключением, возможно, одной сцены, которую нельзя было повторить из-за невосстанавливаемых декораций.
В 2016 году учредил кинокомпанию «Кода» для существенного уменьшения расходов на администрирование собственных авторских фильмов и улучшения общего контроля процесса съёмок. Предполагается, что на студии будут создаваться нестандартные неконвейерные фильмы.
В 2016 году закончил съёмку остросюжетного сериала «Спящие» по сценарию Сергея Минаева. Быков отмечает, что в начале проекта были разговоры о возможности авторского сериала, но затем он стал обычным наёмным режиссёром без права участвовать в постпродакшене, включая монтаж. Поэтому Быков указывает, что он не может взять на себя «творческую ответственность» за сериал, и выражает недоумение, что этап постпродакшена доверили продюсеру Елене Лапиной, не участвовавшей ранее ни в одном проекте. 13 октября 2017 года Быков заявил об уходе из кинематографа по итогам съёмок сериала «Спящие», заявив, что сняв его, он «предал всё прогрессивное поколение, которое что-то хотело изменить в этой стране». В интервью 2019 года Быков отметил, что СМИ преувеличили его позицию относительно ухода, уточнив, что «я в своём обращении никогда не говорил, что уйду из кино». Быков указал, что после «Сторожа» он планирует сделать перерыв, а также что у него нет конкретных будущих планов, но есть уверенность в общем направлении: «абсолютно точно могу сказать, что я не смогу не снимать. Я ничего другого не умею. Это единственный способ моего существования».
Весной 2018 года Быков закончил съёмку фильма «Завод», который вышел в широкий прокат в феврале 2019 года. Являясь, по словам режиссёра, триллером, криминальной и социальной драмой и одновременно боевиком, из-за подобного набора жанров фильм не показывался на ряде европейских фестивалей. Фильм получил приз за лучший сценарий на 13-м Международном фестивале полицейских фильмов в Льеже и некоторые другие награды на кинофестивалях в России. Также по итогам общего голосования зрителей «КиноПоиска» «Завод» получил второе место в списке лучших российских фильмов 2019 года.
В 2021 году Быков начал съёмку фильма «Хозяин». Фильм так и не вышел в российский театральный прокат и был выпущен на Prime Video, Apple TV и других стримингах 4 июля 2025 года.
В марте 2024 года стал наставником конкурса дебютов Института развития интернета.

## Взгляды
Юрий Быков называл себя социалистом, приверженцем левых и патриотом. С пониманием относится к старой либеральной интеллигенции, ориентированной на диссидентов. Не приемлет «гламурную, прозападно ориентированную молодёжь, которая готова хоть завтра продать свои корни и наши общие ценности ради того, чтобы выторговать себе зону жизненного комфорта». Не признаёт себя диссидентом. Считает себя далёким и от «западников», и от власти, но близким к народу: «Я не за Собчак и не за Путина. Я за Ивана Иванова, который работает шахтёром в Воркуте». Во время съёмок «Майора» Быков был оппозиционером, посещал митинг на Болотной площади, к 2017 охарактеризовал свои взгляды как левоцентристские
В 2015 году Юрий Быков собирался снять фильм о войне на востоке Украины. Но после знакомства со значительным рядом источников решил отложить данный проект: «Не могу пока сделать правильных выводов и окончательно запутался в этой теме». Также Быков отметил, что очень вероятно, что государство могло бы профинансировать такой фильм при доминировании в нём пророссийской точки зрения, но ему не нужен такой государственный заказ. Позднее Быков отмечал, что «нет однозначной правды как с той, так и с другой стороны» и что он собирается лично побывать на Донбассе, поговорить с людьми и в дальнейшем максимально объективно разобраться в проблеме.
Имеет следующие религиозные взгляды: «отдаю себе отчёт, что верить в мифы — оскорбление здравого смысла. Я не говорю, что Бога нет. Он есть. Но это не человек с бородой. Бог — это, в принципе, всё. Бог — не хорошо, не плохо. Он тот, кто формирует всё это пространство, независимо от наших желаний и молитв». Не приемлет убийства другого человека в качестве ответа или наказания, «даже если тебя изнасиловали, убили твоих близких». Быков указывал, что несколько раз у него отнимала деньги на улице «братва с палками», и в такой ситуации ему потом удавалось убежать. Но если бы единственным шансом на спасение в подобной ситуации было бы убийство этих людей, ему пришлось бы их убить и затем пройти через тяжёлые внутренние переживания. Своими нравственными авторитетами в творчестве считает Астафьева, Распутина и Шукшина.
Не считает себя счастливым человеком, по этой же причине не хочет заводить детей. Признавался, что после съёмок «Дурака» находился в суицидальной депрессии около полугода.
В своих фильмах Быков воздерживается от хеппи-эндов, так как считает счастливый конец искусственным явлением для драматических фильмов и жизни в целом, где он невозможен. В качестве примера приводит историю своих двух приятелей, живших рядом с ним в Новомичуринске. Их мать умерла от рака, отец от горя спился, первый брат умер также от алкоголя, у второго нашли рак. Считает, что очищение человека, его катарсис возможен через сострадание.
Заявление о фильме «Спящие»
13 октября 2017 года выступил с публичным осуждением своей работы над сериалом «Спящие» и заявил, что собирается уйти из кино. В своём заявлении, опубликованном в социальной сети «ВКонтакте», режиссёр указал, что «предал всё прогрессивное поколение, которое что-то хотело изменить». Свой поступок режиссёр пояснил следующим образом:

Я не могу сказать, что я не понимал, на что иду, но, видимо, до конца не осознавал, насколько непростительно быть недостаточно точным, честным и аккуратным с темой в сериале «Спящие». Сотни честных людей пострадали от режима и произвола власти, которую я пытался защитить в этом сериале. Желание внести свой вклад против оранжевой революции в стране, основанное на патриотизме, — цель похвальная, но напрочь архаичная. Люди всё-таки должны протестовать и требовать справедливости, иначе не будет перемен.

Быков извинился перед зрителями, которым понравились предыдущие его работы.
Продюсер фильма «Завод» Руслан Татаринцев отметил, что после заявления Быкова ему «звонили все режиссёры, актёры, руководители каналов», а также бывший тренер ЦСКА и сборной России Леонид Слуцкий, сорок минут убеждавший Быкова не принимать критику близко к сердцу. По мнению Татаринцева, «уже через неделю Юра понял, что никто его не отпустит никуда из кино».
В 2019 году Быков уточнил, что он не заявлял об уходе из кино, а говорил, что он «уходит в тень». Быков пояснил, что он хочет сделать перерыв после отнявших много сил «Завода» и «Сторожа» для лучшего понимания своей работы как режиссёра и анализа реакций на свои фильмы.
В феврале 2022 года подписал открытое письмо КиноСоюза против военного вторжения России на Украину.

## Отзывы
Кинорежиссёр Эмир Кустурица включил картину Быкова «Майор» во внеконкурсную программу «Современные тенденции» своего Международного фестиваля кино и музыки «Кустендорф». В программу, отметил Кустурица, включены «некоторые из лучших фильмов» 2013 года, и указал, что Быков «очень талантлив»: «Те предпосылки, которые сейчас имеются, позволяют поставить его в один ряд с тем же Озоном вне зависимости от того, что он очень молод и что это только начало. <…> Как я слышал, Быков снимает новый фильм. Думаю, что его ждёт большая режиссёрская карьера».
Кинорежиссёр Андрей Звягинцев на встрече в ДК «Ясная Поляна» отмечал, что Юрий Быков «очень талантливый человек, очень сильный режиссёр». Звягинцев указывал, что он положительно оценивает фильм «Дурак» и менее однозначно фильм «Майор»: «Потому что, мне кажется, в финале там что-то он как-то не справился». Также Звягинцев отмечал, что однажды он передал Быкову, «чтобы он ерундой не занимался» и продолжал свою режиссёрскую деятельность в то время, когда Быков хотел прекратить снимать свои фильмы.

## Фильмография
- «Мой друг Иван Лапшин»
- «Собачий полдень»
- «Крёстный отец»
- «Список Шиндлера»
- «Сталкер»
- «Ночи Кабирии»
- «Семь»
- «Пророк»
- «Утомлённые солнцем»
- «Осенний марафон»

### Актёр
- 2006 — Всё смешалось в доме… — Геннадий Петрович Демидов
- 2007 — Морская душа — Вадик
- 2008 — С.С.Д. — маньяк в маске
- 2008 — Моя прекрасная няня (7 сезон, 173 серия «Люби и саночки возить») — охранник премьер-министра
- 2009 — Начальник — капитан ФСБ
- 2009 — Когда мы были счастливы — участковый
- 2009 — Ключи от счастья — Олег
- 2009 — Танки грязи не боятся — сержант Вадим Смирнов
- 2009 — Закон и порядок: Отдел оперативных расследований 3 — Жора Семёнов
- 2009 — Две сестры 2 — бандит
- 2009 — Всегда говори «всегда» 5
- 2009 — Цепь
- 2009 — Дикий
- 2010 — Солдаты 16: Дембель неизбежен — рядовой Николай Сопонарь
- 2012 — Инкассаторы — грабитель
- 2013 — Майор — Павел Коршунов
- 2015 — Метод — «Худой», детектив
- 2017 — Огни большой деревни
- 2017 — Спящие — Слава, подрывник
- 2018 — Слоны могут играть в футбол
- 2018 — Никто не узнает — Митя
- 2019 — Лови момент — режиссёр
- 2019 — Как выйти замуж. Инструкция — пожарный
- 2019 — Сторож — Влад
- 2020 — Окаянные дни (новелла «Конец света»)
- 2022 — Горемыки — сосед
- 2023 — Последователи — Борис
- 2024 — Лихие — Арнольд

### Режиссёр
- 2009 — Начальник (короткометражный)
- 2010 — Жить
- 2012 — Инкассаторы (телесериал)
- 2013 — Майор
- 2014 — Дурак
- 2014 — Ёлки 1914 (новелла «Медведь»)
- 2015, 2025 — Метод (телесериал, 1 и 3 сезон)
- 2017 — Спящие (телесериал, 1 сезон)
- 2019 — Завод
- 2019 — Сторож
- 2023 — Хозяин
- 2024 — Лихие (телесериал)[49]
- 202... — Ноль (телесериал)

### Сценарист
- 2009 — Начальник (короткометражный)
- 2010 — Жить
- 2013 — Майор
- 2014 — Дурак
- 2018 — Завод
- 2019 — Сторож
- 2023 — Хозяин

### Продюсер
- 2009 — Начальник (короткометражный)
- 2018 — Завод

### Композитор
- 2010 — Жить
- 2013 — Майор
- 2014 — Дурак
- 2018 — Завод
- 2019 — Сторож
- 2023 — Хозяин

## Награды и номинации

### Фильм «Начальник»
- Кинофестиваль «Кинотавр»-2009 — главный приз в конкурсе «Кинотавр. Короткий метр»
- Международный фестиваль короткометражных фильмов «Интерфест» в Берлине[англ.] — специальный приз[50]

### Фильм «Жить»
- Международный фестиваль фильмов о правах человека «Сталкер» — приз «Дебют-Сталкер» за игровой фильм[51]
- Кинофестиваль в Тайбэе[англ.] — специальный приз жюри[52]
- Фестиваль «Золотой Феникс» (Смоленск) — приз в номинации «Дебют»[9]
- Фестиваль «Амурская осень» (Благовещенск) — специальный приз Генерального продюсера фестиваля[53]

### Фильм «Майор»
- 16-й Шанхайский международный кинофестиваль[54]:
  - приз За лучший фильм (единогласное решение жюри[55])
  - приз За лучшую режиссуру и За выдающийся художественный вклад
- 66-й Каннский кинофестиваль — участие в «неделе критики».
- Кинофестиваль «Кинотавр-2013» — номинация на приз За лучший фильм кинофестиваля.
- Фильм был показан на Московском международном кинофестивале-2013, VII Международном кинофестивале «Зеркало» имени Андрея Тарковского.
- Приз «Новый жанр» (Nouveau Genre Award) кинофестиваля L'Étrange Festival[фр.] 2013 (Франция). Приз учреждён французским телеканалом Canal+ Cinéma.
- Фильм победил в номинации «Самый актуальный молодёжный сюжет» на V Московском открытом фестивале молодёжного кино «Отражение» в Зеленограде (2013)[56].
- Приз за лучшую режиссуру 23-го фестиваля восточноевропейских фильмов в Котбусе[нем.], Германия (2013)[57].
- 7-й фестиваль «Спутник над Польшей[пол.]», Варшава — второй приз фестиваля с формулировкой За трогательный, полный напряжения образ действительности, снятый согласно лучшим образцам жанра[58][59].
- 32-й Международный кинофестиваль «Фаджр» в Иране — специальный приз жюри[60].
- Международный независимый кинофестиваль в Румынии «ANONIMUL» — гран-при 2013[61].
- 5-й Международный кинофестиваль в Приштине[англ.] — приз за лучшую режиссуру[62].
- Фестиваль «Золотой Феникс» (Смоленск) — гран-при «Бриллиантовый Феникс»[63].
- Фестиваль «Амурская осень» (Благовещенск) — приз за лучший сценарий[64].
- Премия «Ника» за лучшую мужскую роль второго плана и номинация на премию «Ника» за лучшую режиссёрскую работу.
- IV фестиваль молодого европейского кино Voices — приз зрительских симпатий[65].
- XXII кинофестиваль «Виват кино России!» (Санкт-Петербург) — приз за лучшую мужскую роль[66].

### Фильм «Дурак»
- Кинофестиваль «Кинотавр-2014»[67]:
  - приз им. Г. Горина за лучший сценарий
  - диплом Гильдии киноведов и кинокритиков («За бескомпромиссность художественного высказывания»)
  - приз зрительских симпатий
- Кинофестиваль в Локарно[68]:
  - приз экуменического жюри
  - приз молодёжного жюри
- Фестиваль европейского кино «Дез Арк»[фр.] в Гренобле[69]:
  - гран-при — «Хрустальная стрела»
  - премия молодёжного жюри
- Международный кинофестиваль в Аррасе[фр.][70]:
  - серебряный атлас
  - приз зрительских симпатий
  - приз молодёжного жюри
- Кинопремия «Ника»:
  - премия за лучший сценарий
  - номинация на премию за лучший фильм года
- Дублинский международный кинофестиваль[англ.] — приз в номинации «Лучший сценарий»[71]
- XXI Минский международный кинофестиваль «Лістапад» — приз «За лучшую режиссуру»[72]
- 39-й Международный кинофестиваль в Кливленде[англ.] — приз имени Джорджа Ганда III (конкурс фильмов стран Центральной и Восточной Европы)[73]
- Международный кинофестиваль по правам человека в Уругвае — приз за лучший игровой фильм[74]
- 8-й фестиваль российского кино «Спутник над Польшей[пол.]» (Варшава)[75]:
  - второй приз
  - приз зрительских симпатий
- 43-й Международный кинофестиваль «ФЕСТ»[англ.] в Белграде — специальный приз жюри[76]
- Международный фестиваль фильмов Центральной и Восточной Европы LET’S CEE[нем.] — почётный отзыв[77]
- 2-й Международный кинофестиваль «KINO. Фильмы из России и не только» (Женева и Лозанна) — специальный приз[78][79]
- Кинофестиваль в Монклере[англ.] — специальный приз жюри за сценарий[80]
- Кинофестиваль в Л'Акуила — специальное упоминание[81]
- Международный кинофестиваль в Ричмонде — приз за лучшую музыку[82]
- Премия «Жорж» в категории «Российская драма года»[83]
- 5-й Забайкальский кинофестиваль (Чита) — приз за лучший фильм фестиваля[84]
- Фестиваль «Золотой Феникс» (Смоленск) — специальный приз имени писателя Бориса Васильева с формулировкой «за безоглядность и честное отражении жизни»[85]
- Один из трёх главных кинокритиков «The New York Times» Стефен Холден[англ.] поставил фильм «Дурак» на четвёртое место в списке пяти лучших фильмов 2015 года по версии газеты[20]

### Фильм «Ёлки 1914» (новелла «Медведь»)
- Номинация на премию «Жорж» в категории «Российская комедия года»[86].

### Телесериал «Метод»
- Премия ТЭФИ в категории «Телевизионный фильм/сериал».
- Премия Нью-Йоркского кинофестиваля в категории «Криминальная драма»[87].
- Платиновая награда Хьюстонского международного кинофестиваля[88].
- Премия «Жорж» в категории «Российский сериал года (драма)».
- Номинация на премию «Золотой орёл» за лучший телевизионный сериал.

### Фильм «Завод»
- 13-й Международный фестиваль полицейских фильмов в Льеже — приз за лучший сценарий[89].
- 8-й Забайкальский международный кинофестиваль (Чита) — приз в номинации «Лучший актёр» с формулировкой «блистательный мужской актёрский ансамбль фильма „Завод“»[90].
- 25-й Международный фестиваль фильмов о правах человека «Сталкер» — приз «Сталкер» с формулировкой «за высокую художественность и верность теме прав человека»[91].
- Фестиваль «Золотой Феникс» (Смоленск) — гран-при «Бриллиантовый Феникс»[92].